# Yatağan, Muğla

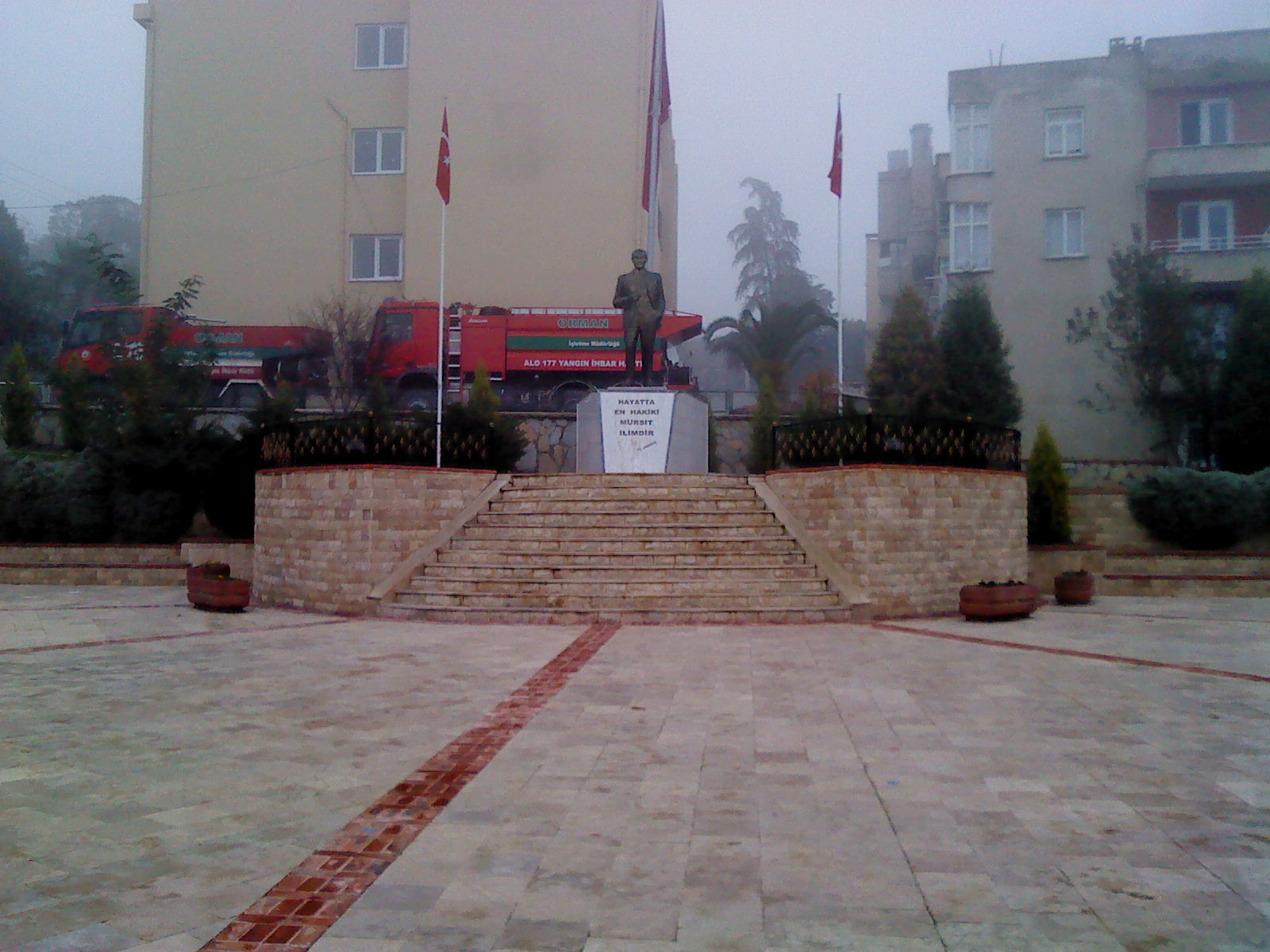
Yatağan Squar

Yatağan là một huyện thuộc tỉnh Muğla, Thổ Nhĩ Kỳ. Huyện có diện tích 896 km² và dân số thời điểm năm 2007 là 46275 người, mật độ 52 người/km².
Nằm ở trung tâm của Caria cổ đại, và trong thời gian 13 - thế kỷ 14 là lãnh thổ các beylik Anatolian của Menteşe,, huyện có một số địa phương quan tâm phong phú trong lịch sử và vẻ đẹp tự nhiên. Khu vực này được bao phủ một phần lớn bởi các khu rừng thông Địa Trung Hải.
Ở khoảng cách 10 km (6 dặm) về phía tây của trung tâm huyện, theo hướng Milas, là địa điểm cổ Stratonikeia, trong ngôi làng ngày nay Eskihisar, và gần đó là khu bảo tồn Lagina, gần thị trấn Turgut ngày nay. 